# Slavi Merdjanov
Svetoslav Tchanev Merdjanov (en bulgare : Светослав Чанев Мерджанов), aussi connu sous le pseudonyme de Vassil Stoyanov, est un révolutionnaire bulgare, membre du VMORO, né le 16 juillet 1876 à Karnobat et mort le 27 novembre 1901 à Andrinople,.

## Biographie
Né le 16 juillet 1876 à Karnobat, alors dans l'Empire ottoman, il part étudier à Bourgas puis à Roussé mais ne termine pas ses études secondaires. Il devient alors clerc chez un notaire puis part étudier le droit en 1897 à Genève, où il rejoint le Comité révolutionnaire secret macédonien (bg). Il s'installe ensuite brièvement à Thessalonique, où il travaille comme professeur au Lycée bulgare. En 1899, il devient soldat dans la troupe de Gotsé Deltchev et combat en Macédoine et en Thrace occidentale, notamment dans le Pirin, la Slavyanka et le Bozdag.
En 1900, avec Petar Mandjoukov, Petar Sokolov et Pavel Shatev, il participe à la tentative d'attentat à la bombe contre la banque d'Istanbul. Après l'échec, il fut expulsé en Bulgarie et s'impliqua dans les activités du Haut Comité du VMORO.
En 1901, avec sa troupe de compatriotes bulgares et arméniens, dirigés par Bedros Siremdjian, il tenta d'enlever le shah de Perse, ce qui échoua. Ils se dirigent ensuite vers le valya d'Odrin, mais cette tentative échoue également. L'escouade parvient alors à kidnapper Nouri bey, le fils du riche notable d'Odrin, Dertli Mustafa.
En octobre, le groupe est découvert par des chasseurs turcs dans la région de Youkloutsité, près du village de Fikel. Après une courte escarmouche au cours de laquelle le fils du fermier est tué, Petar Sokolov et Tatoul Zarmarian sont grièvement blessés et décèdent des suites de leurs blessures. Merdjanov, Siremdjian et Onik Torossian sont également grièvement blessés et faits prisonniers. Après avoir été soignés à l'hôpital militaire d'Odrin, ils sont tous les trois pendus le 27 novembre,,,. Pavel Shatev écrit à propos de Merdjanov :

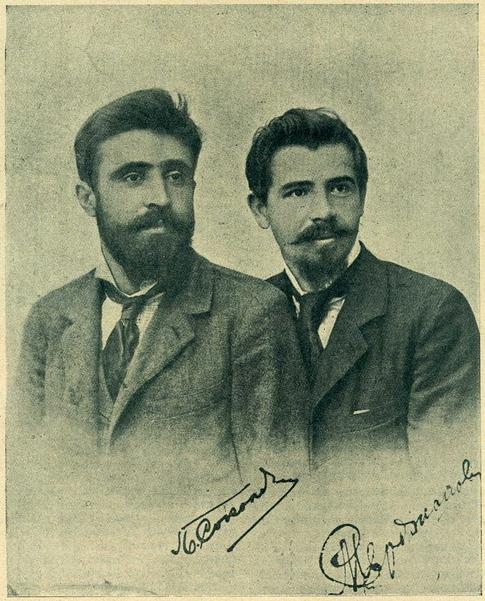
Petar Sokolov et Slavi Merdjanov

« Enfant du Balkan, toujours vif et plein de ressources, il était d'une nature agitée, et, que ce soit dans sa ville natale de Karnobat, à Sofia ou à Genève, il se déplaçait avec une rapidité extraordinaire, et partout il était occupé à élaborer actions conspiratrices et rebelles... Haydouk dans le Pirin ou agitateur dans les villages, il était généralement violent mais heureux de servir sa cause. Aussi vite qu'il s'est enthousiasmé, aussi vite il est tombé dans les déceptions, mais il s'est vite rétabli, débordant de nouvelles pensées, de nouveaux plans d'action... Au cours de son activité de soldat dans les troupes rebelles, Merdjanov s'est petit-à-petit convaincu qu'il ne serait pas utile à la cause, car la vie de haydouk lui semblait idyllique. Il ne voulait pas poursuivre le soldat turc avec un fusil à la main et le tuer, mais il était d'avis que des actions terroristes majeures et de grande ampleur devraient être menées, qui affecteraient de manière plus significative l'Empire ottoman. Que ce soit comme soldat ou comme terroriste, Merdjanov s'est toujours efforcé d'être aux premiers rangs de la lutte pour la liberté des opprimés. »